# West Ham
West Ham – miasto Londynu, leżące w gminie London Borough of Newham. W 2011 miasto liczyło 15551 mieszkańców. West Ham jest wspomniane w Domesday Book (1086) jako Hame.